# Пялси, Сакари
Сакари Лемиттю Пялси (фин. Sakari Lemmitty Pälsi; 9 июля 1882, Лоппи, Великое княжество Финляндское — 22 апреля 1965, Хельсинки, Финляндия) — финский археолог, этнограф, писатель; доктор философии, профессор (1962).

## Биография
Родился 9 июля 1882 года в Лоппи, в Южной Финляндии. С 1909 по 1946 год работал в Национальном музее, специализируясь на каменном веке. Во многом благодаря его усилиям была найдена древняя рыболовецкая сеть в местечке Антреа (ныне — Каменногорск) на Карельском перешейке. Её возраст оценивается в 10 400 лет.

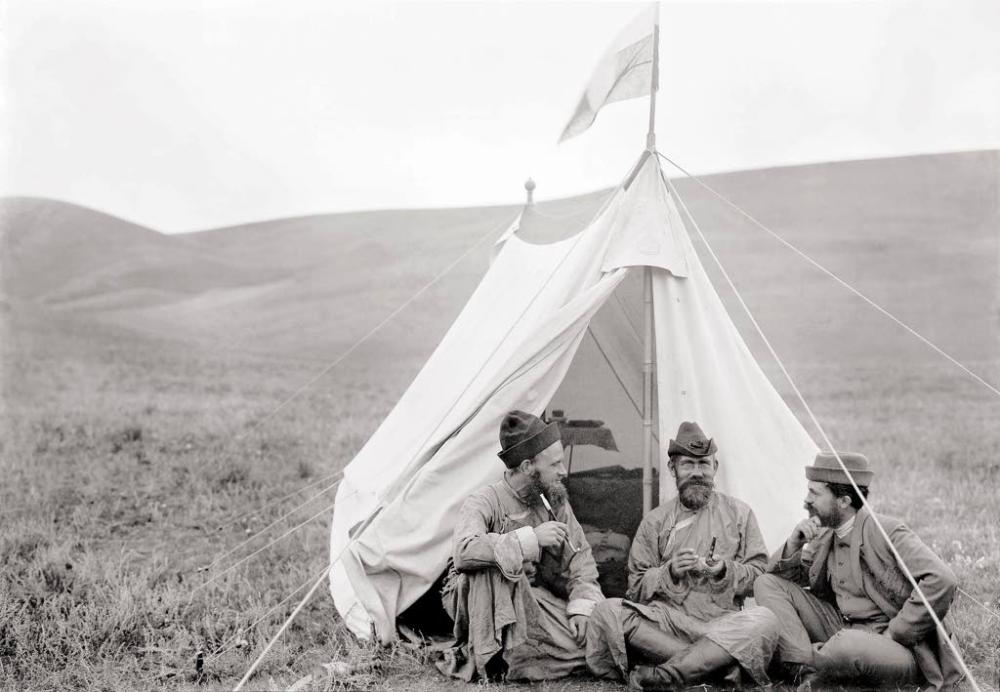
Сакари Пялси, Густав Рамстедт и Йоханнес Гранё в горах Хангай на севере Монголии, 1909

В 1909 году вместе с лингвистом Густавом Рамстедтом и географом Йоханнесом Гранё совершил экспедицию в Монголию.
В 1917 году совершил экспедицию на Дальний Восток и Север по результатам которой был снят фильм «Путешествие по Арктике» (Arktisia matkakuvia). Фильм был забыт, но в 1976 году был найден на чердаке одного из домов в Хельсинки и реставрирован.
Известен также как автор юмористических рассказов для детей, главные герои которых — мальчики Арво и Сакари, живущие в одной из деревень в регионе Хяме. В общей сложности Пялси написано свыше 40 произведений. Также являлся активным журналистом, из-под пера которого вышли сотни публикаций.
Скончался 22 апреля 1965 года в возрасте 82 лет. Был похоронен в Лоппи.
В 2017 году в издательстве Into вышла первая полноценная биография учёного «Sakari Pälsi, Elämä ja Työt», явившаяся трудом многих авторов.